# Clock DVA
Clock DVA je anglická hudební skupina hrající industriální hudbu, post-punk a EBM. Pochází ze Sheffieldu a vznikla v roce 1978. Založili ji Adolphus „Adi“ Newton and Steven „Judd“ Turner. Skupinou prošla řada hudebníků, avšak jediným stálým členem zůstal Newton. Své první album nazvané White Souls in Black Suits kapela vydala v roce 1980. Následovala řada dalších nahrávek. V roce 1983 kapela vydala singl „Breakdown“ (píseň pocházela z alba Advantage). Na B-straně singlu byla coververze skladby „The Black Angel's Death Song“, jejíž autory byli Lou Reed a John Cale a původně ji vydala skupina The Velvet Underground.